# Rue Hippolyte-Lebas
La rue Hippolyte-Lebas est une voie du 9e arrondissement de Paris, en France. Elle porte le nom de l'architecte Hippolyte Le Bas, qui a notamment réalisé la proche église Notre-Dame-de-Lorette.

## Situation et accès
La rue Hippolyte-Lebas est une voie publique située dans le 9e arrondissement de Paris. Elle débute aux 7 bis-9, rue de Maubeuge et se termine aux 10-14, rue des Martyrs.

## Origine du nom
Elle porte le nom de l'architecte français Hippolyte Lebas (1782-1867), qui construisit l'ancienne prison de la Roquette et l'église Notre-Dame-de-Lorette de Paris.

## Historique
Dénommée « rue Hippolyte-Lebas » par décret du 10 août 1868, elle ne fut ouverte qu'en 1884, lors du percement de la rue de Maubeuge.
Décret du 10 août 1868
« Napoléon, etc.,
sur le rapport de notre ministre secrétaire d'État au département de l'Intérieur,
vu l'ordonnance du 10 juillet 1816 ;
vu les propositions de M. le préfet de la Seine ;
avons décrété et décrétons ce qui suit :
Article 5 : les deux voies projetées sur les terrains de l'ancien abattoir Montmartre recevront : 
la première, parallèle au boulevard Rochechouart le nom de rue Gérando ;
la deuxième, parallèle à l'avenue Trudaine, celui de rue Quesnay (cette rue ne fut pas exécutée).
Les trois voies en cours d'exécution aux abords du temple évangélique projeté, seront dénommées ainsi qu'il suit :
la première, située entre les rues de Maubeuge et des Martyrs, au sud du dit temple, prendra le nom de rue Hippolyte-Lebas ;
la deuxième, située entre les mêmes voies, au nord dudit temple, celui de rue Choron ;
la troisième, ouverte en prolongement de la voie privée dite rue Neuve-Bossuet, celui de rue Milton ;
la voie dite rue de Laval-prolongée, située entre les rues de Maubeuge et des Martyrs, recevra le nom de rue Condorcet ;
etc.
Article 17. Notre ministre secrétaire d'État au département de l'Intérieur est chargé de l'exécution du présent décret.
Fait au palais de Fontainebleau, le 10 août 1868. »

## Bâtiments remarquables et lieux de mémoire
- No 4 : La Poste-Paris-Rochechouart, construite par Gaston Ernest, architecte des PTT du cadre de Paris[2]. Elle occupe l’emplacement du « marché des Martyrs », désaffecté en 1912. Ce marché couvert remplaçait un marché en plein air, établi depuis 1872[3].
- No 10 et no 5 rue Milton : école polyvalente publique Milton. Elle occupe un ancien temple protestant, construit en 1870 avec une école et un pensionnat. L’ensemble est vendu à la Ville de Paris, en 1999. Paul Léautaud fut élève dans cet établissement[3].